# Dioïde
En mathématiques et en informatique, un dioïde est un demi-anneau dans lequel le préordre défini par l'addition est une relation d'ordre.

## Définition
Soit D un ensemble muni d'un opérateur binaire {\displaystyle \oplus }, nommé addition, d'un opérateur binaire {\displaystyle \otimes }, nommé produit, et dans lequel sont spécifiés deux éléments distincts, notés 0 et 1.
On note ≤ le préordre associé à l'opérateur {\displaystyle \oplus } et défini par {\displaystyle a\leq b\Leftrightarrow \exists c,~a\oplus c=b}.
On dit que {\displaystyle (D,\oplus ,\otimes ,0,1)} est un dioïde si :
- {\displaystyle (D,\oplus ,0)} est un monoïde commutatif ;
- {\displaystyle (D,\otimes ,1)} est un monoïde ;
- {\displaystyle \otimes } est distributif par rapport à {\displaystyle \oplus } ;
- 0 est un élément absorbant pour {\displaystyle \otimes }, c'est-à-dire que {\displaystyle a\otimes 0=0\otimes a=0} ;
- la relation ≤ est une relation d'ordre, c'est-à-dire que {\displaystyle a\leq b\wedge b\leq a\Rightarrow a=b}.

Si l'on omet le dernier point, la structure  définie est un demi-anneau.

## Terminologie
Le nom de dioïde provient du fait qu'il combine deux monoïdes, comme tout demi-anneau (en particulier tout anneau). Ce nom a été employé par Jean Kuntzmann en 1972 pour la structure appelée maintenant demi-anneau. L'utilisation pour désigner un sous-groupe idempotent a été introduite par
Baccelli et al. en 1992. 
Les dioïdes et les anneaux sont tous deux des demi-anneaux, mais ils sont exclusifs les uns des autres.

## Dioïde idempotent
Le dioïde idempotent est la classe de dioïdes la plus utilisée.
Il se caractérise le fait que tout élément {\displaystyle a} est idempotent pour {\displaystyle \oplus }, c'est-à-dire que {\displaystyle a\oplus a=a}.
Par exemple, {\displaystyle ([-\infty ,+\infty [,\max ,+,-\infty ,0)} est un dioïde idempotent.
Tout demi-anneau idempotent est un dioïde.
Les demi-anneaux idempotents sont donc exactement les dioïdes idempotents.